# Arquitetura colonial

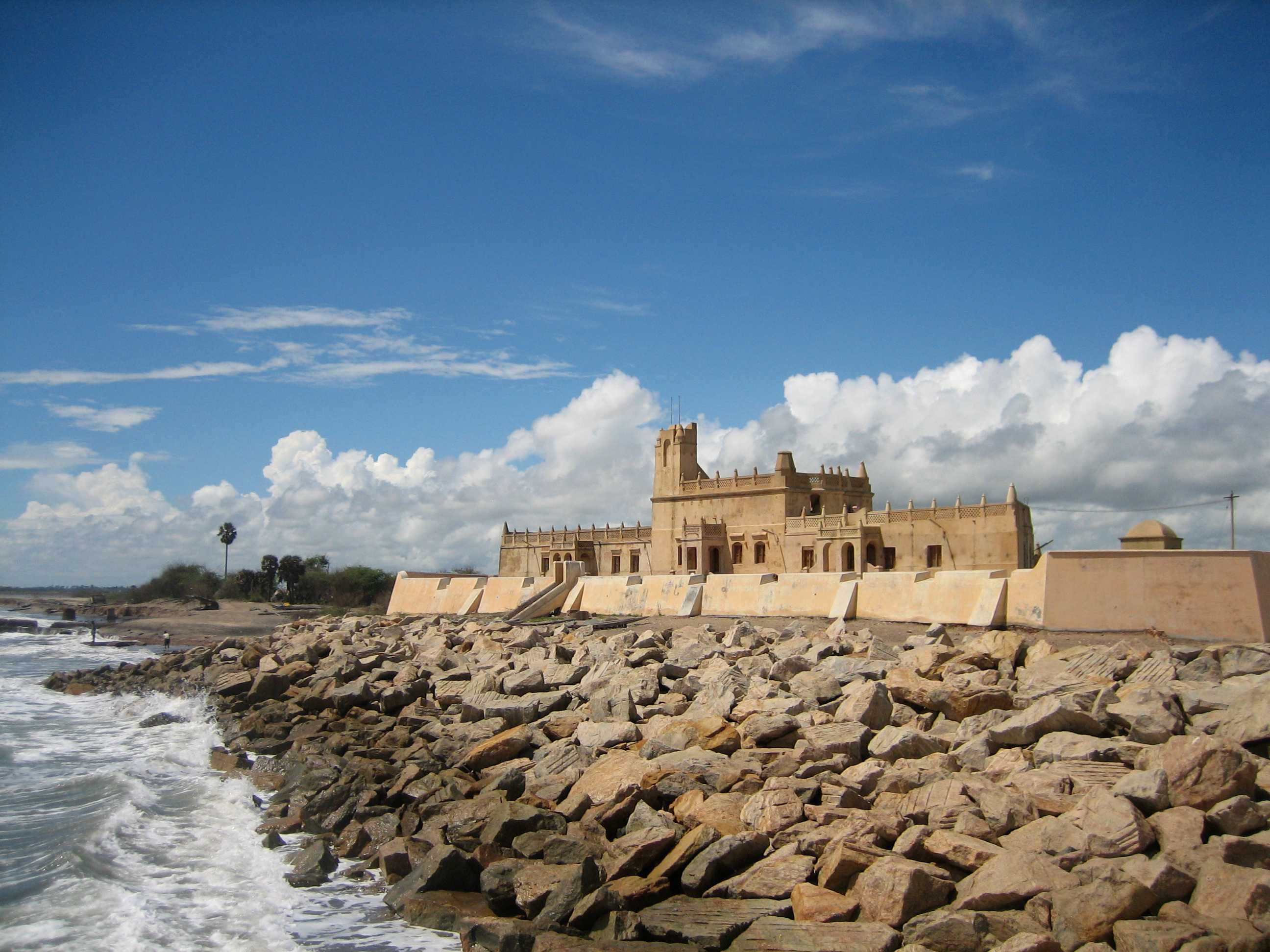
Forte dinamarquês Dansborg em Tranquebar, construído por Ove Gedde em 1620.

A arquitetura colonial é um estilo arquitetônico híbrido que surgiu quando os colonos combinaram estilos arquitetônicos de seu país de origem com características de design do país colonizado. Os colonos frequentemente construíam casas e edifícios em um estilo que lhes era familiar, mas com características locais mais adequadas ao seu novo clima. Abaixo estão links para artigos específicos sobre arquitetura colonial, especificamente sobre as colônias modernas:

## Arquitetura colonial espanhola

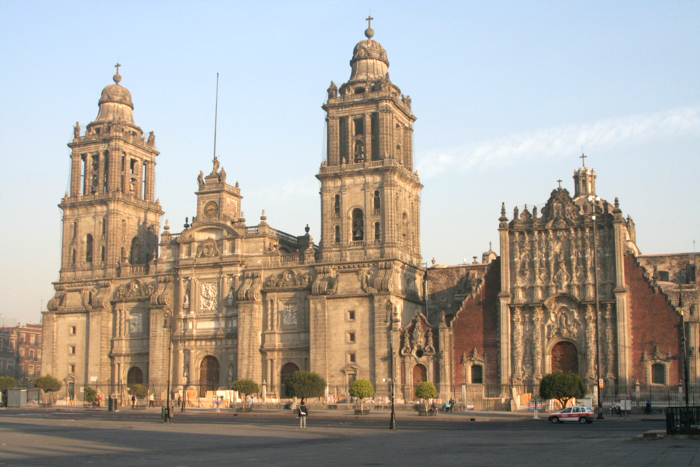
Em construção há mais de dois séculos, a Catedral Metropolitana da Cidade do México é uma mistura de três estilos que predominaram durante a era colonial: renascentista, barroco e neoclássico.

A arquitetura colonial espanhola ainda é encontrada nas antigas colônias do Império Espanhol na América e nas Filipinas. No México, ela é encontrada no centro histórico da Cidade do México, Puebla, Zacatecas, Querétaro, Guanajuato e Morelia. Antigua Guatemala, na Guatemala, também é conhecida por sua arquitetura em estilo colonial espanhol bem preservada. Outras cidades conhecidas pela herança colonial espanhola são a Cidade Colonial de Santo Domingo, os portos de Cartagena, na Colômbia, e a Velha San Juan, em Porto Rico.
América do Norte
- Vice-reinado da Nova Espanha

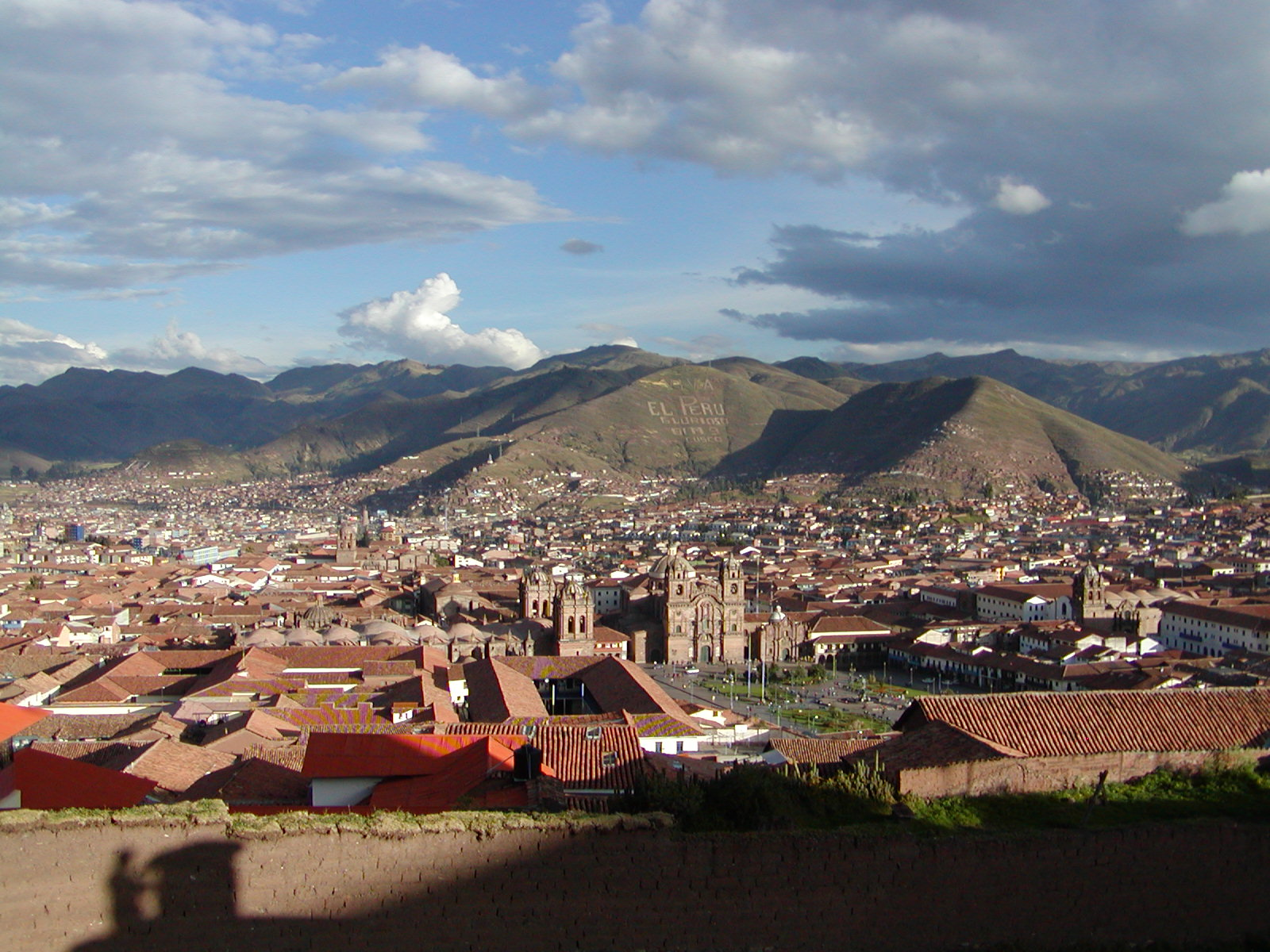
A Plaza de Armas em Cusco. As cidades coloniais espanholas eram geralmente dispostas de acordo com La Traza, um plano quadrático estrito onde a cidade irradiava de uma praça central.

  - Arquitetura colonial espanhola no México
    - Novo Barroco Espanhol

  - Arquitetura colonial espanhola nos Estados Unidos
  - Arquitetura do renascimento colonial espanhol

Caribe
- Índias Ocidentais EspanholasA Plaza de Armas em Cusco. As cidades coloniais espanholas eram geralmente dispostas de acordo com La Traza, um plano quadrático estrito onde a cidade irradiava de uma praça central.
  - Arquitetura colonial espanhola em Cuba
  - Arquitetura colonial espanhola na República Dominicana
  - Arquitetura colonial espanhola em Porto Rico

América do Sul
- Vice-Reino do Peru, Vice-Reino de Nova Granada e Vice-Reino do Rio da Prata
  - Arquitetura colonial espanhola na Argentina
  - Arquitetura colonial espanhola no Chile
  - Arquitetura colonial espanhola na Colômbia
  - Arquitetura colonial espanhola no Peru
  - Arquitetura colonial espanhola na Venezuela A Igreja Paoay em Ilocos Sur, nas Filipinas, é um belo exemplo do barroco sísmico espanhol, encontrado apenas nas Filipinas.

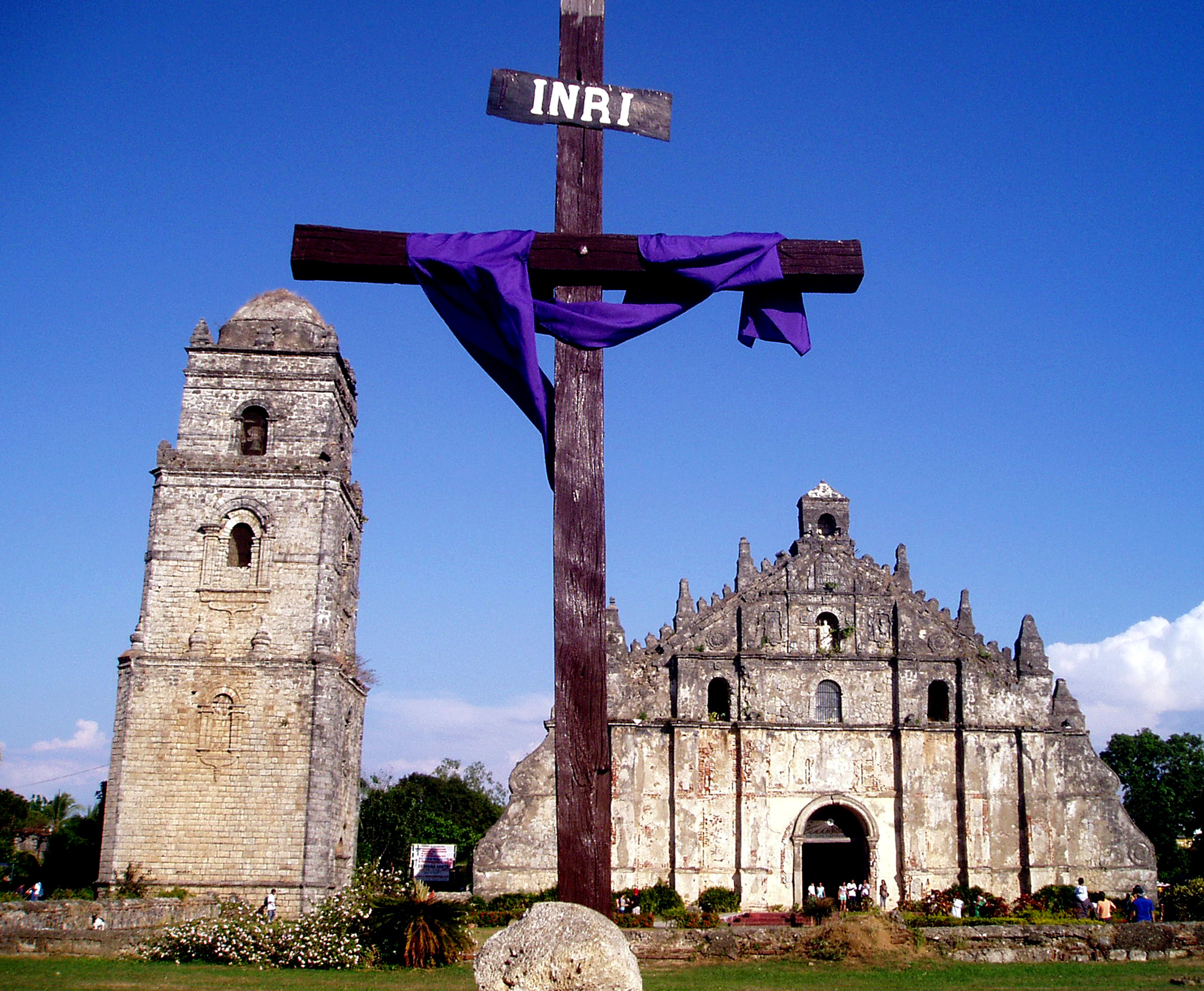
A Igreja Paoay em Ilocos Sur, nas Filipinas, é um belo exemplo do barroco sísmico espanhol, encontrado apenas nas Filipinas.

- Missões espanholas na América do Sul
  - Missões espanholas na Bolívia
  - Missões espanholas no Brasil
  - Missões espanholas no Paraguai

Ásia
- Índias Orientais Espanholas
  - Arquitetura colonial espanhola nas Filipinas
  - Barroco sísmico
  - Bahay na Bato

## Arquitetura colonial portuguesa

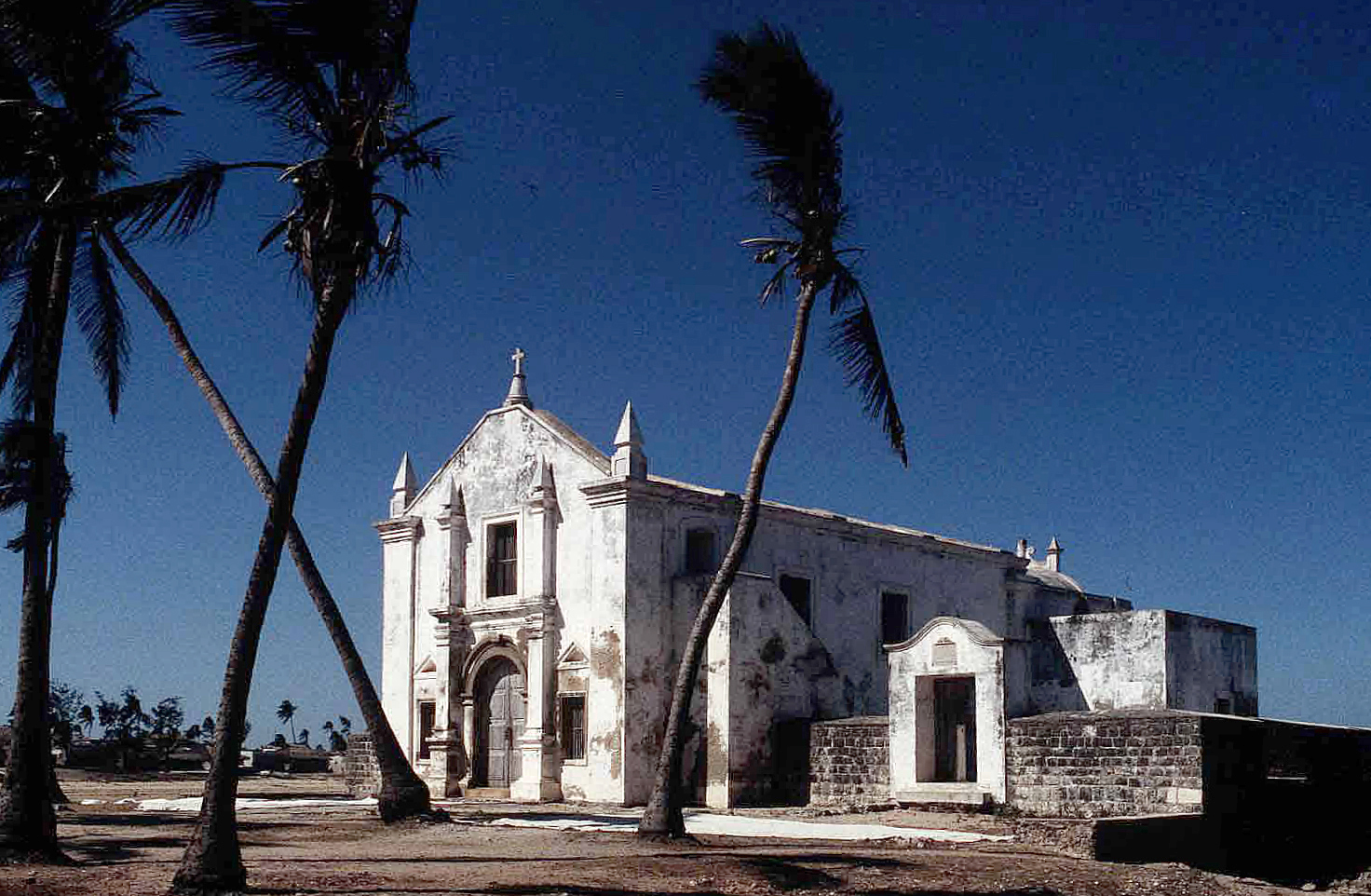
Igreja de Santo António; n. 1498, em Moçambique.

A arquitetura colonial portuguesa é mais visível no Brasil, Madeira, Norte da África e África Subsaariana, Macau, na cidade malaia de Malaca, na cidade de Goa na Índia e nas Molucas e Java na Indonésia.
- Ásia
  - Arquitetura colonial portuguesa na Índia
  - Arquitetura colonial portuguesa no Sri Lanka
  - Arquitetura sino-portuguesa
  - Centro Histórico de Macau
- Ámérica do Sul
  - Arquitetura colonial portuguesa no Brasil

## Arquitetura colonial britânica

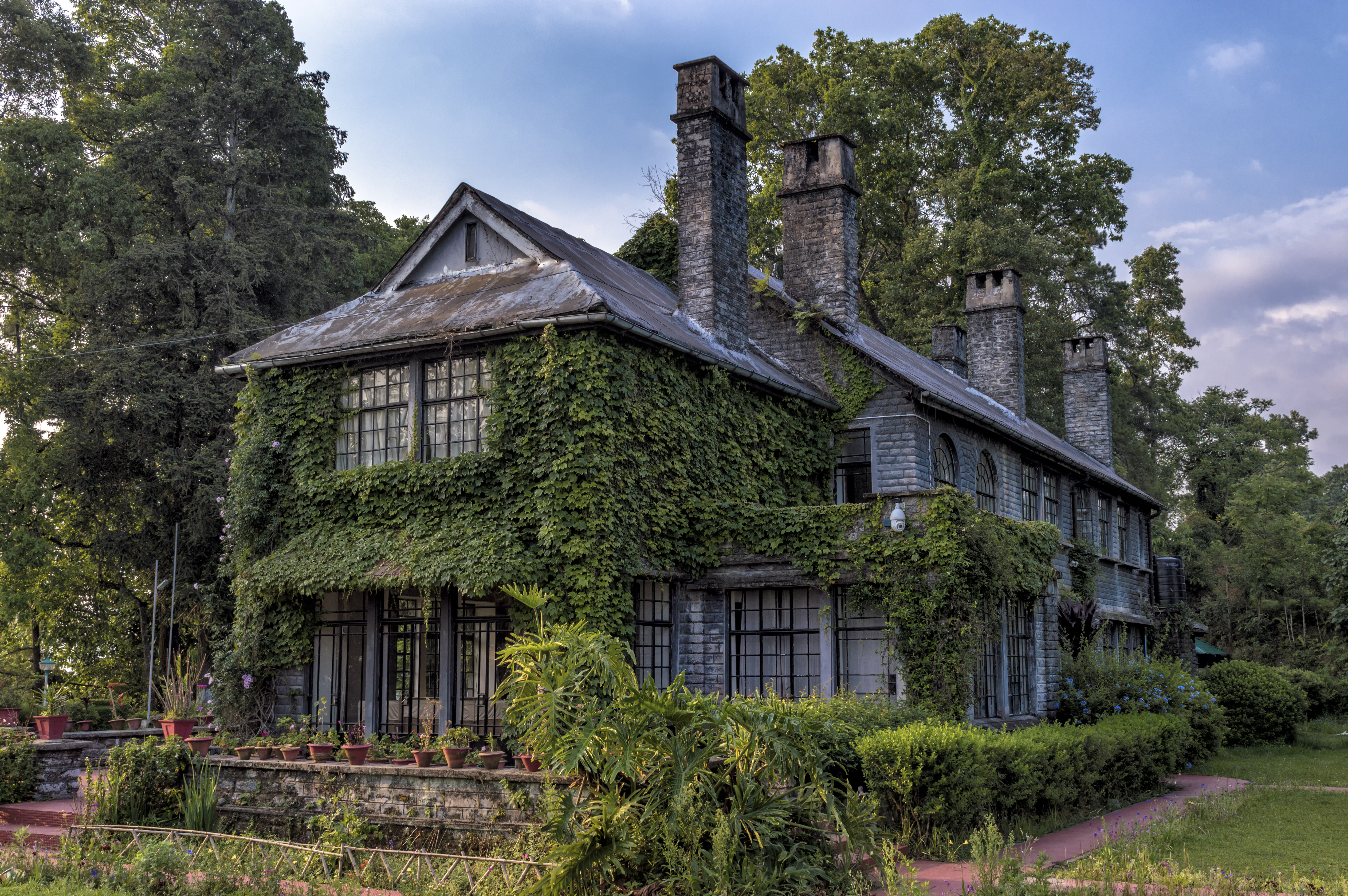
A Casa Morgan é um exemplo clássico da arquitetura colonial da era vitoriana em Kalimpong, na Índia.

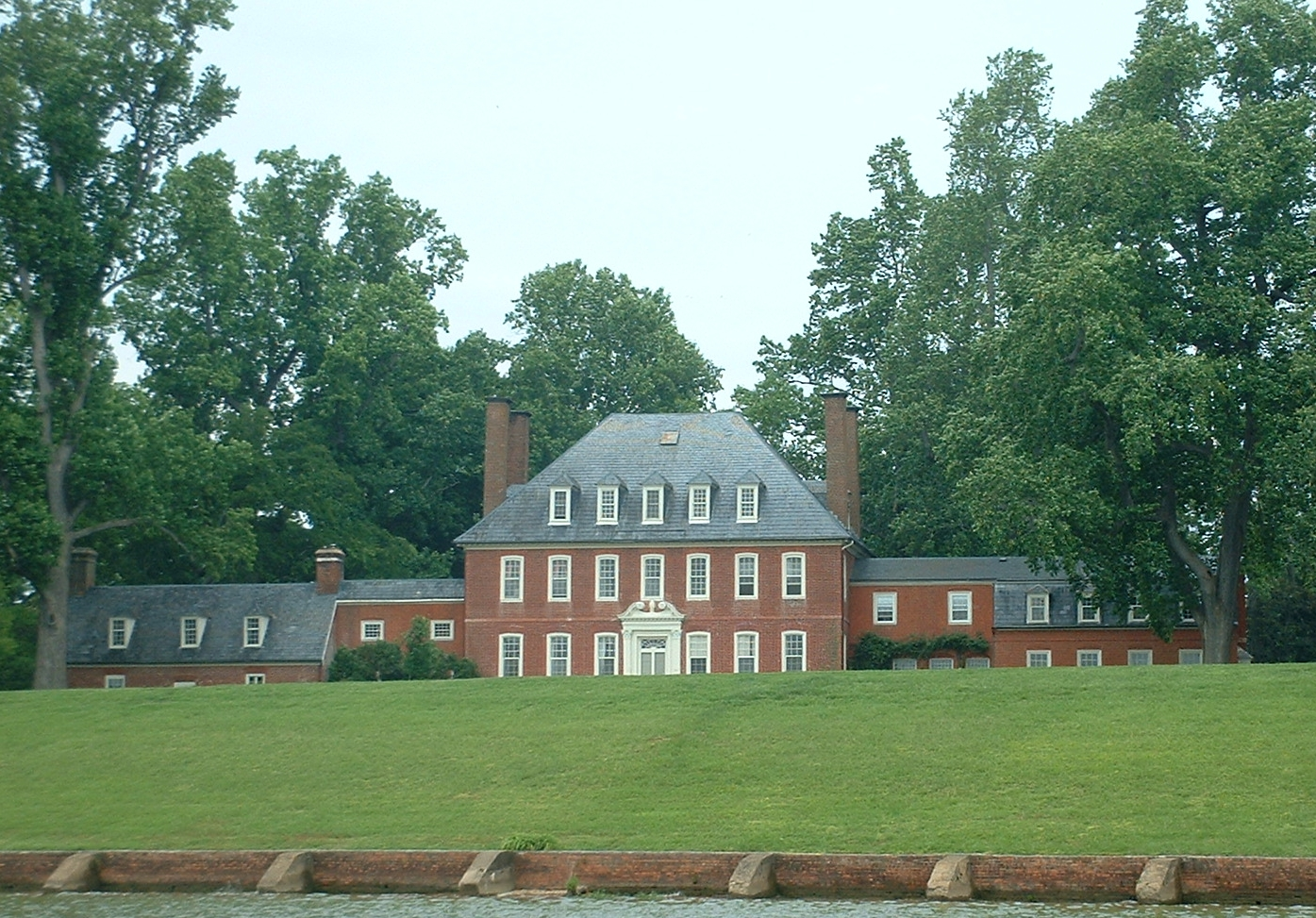
A Plantação de Westover, um exemplo de arquitetura georgiana no leste do rio James, na Virgínia.

A arquitetura colonial britânica é mais visível na América do Norte, nas Índias Ocidentais Britânicas, no Sul da Ásia, na Austrália, na Nova Zelândia e na África do Sul.
- América do Norte
  - Arquitetura colonial americana
    - Arquitetura federal
    - Arquitetura do Primeiro Período
    - Arquitetura colonial georgiana

  - Arquitetura colonial britânica no Canadá
- Sul da Ásia
  - Arquitetura colonial britânica na Índia
  - Arquitetura colonial britânica no Paquistão
  - Arquitetura colonial no Sri Lanka
- Austrália
  - Arquitetura colonial da Austrália 
    - Arquitetura da Federação
- Ásia-Pacífico
  - Arquitetura colonial britânica em Hong Kong
  - Arquitetura colonial britânica em Cingapura
  - Consulado Britânico em Takao

## Arquitetura colonial francesa

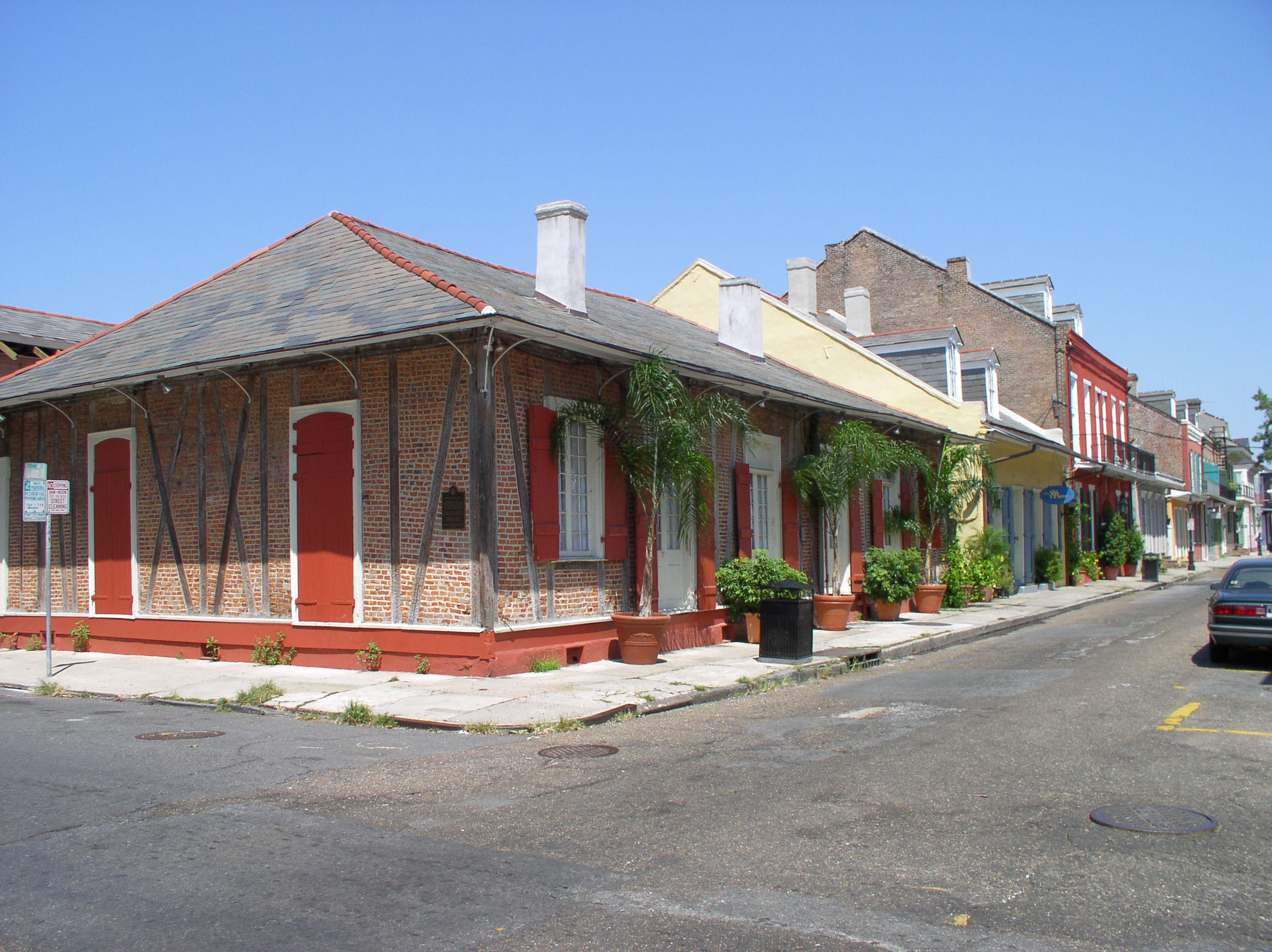
A Casa Gabriel Peyreaux em Nova Orleans, construída por volta de 1780. É um exemplo de construção poteaux-sur-solle.

A arquitetura colonial francesa é mais visível na América do Norte e na Indochina.
- Indochina
- América do Norte
  - Arquitetura colonial francesa na América do Norte
- Sul da Ásia
  - Arquitetura colonial francesa na Índia

## Arquitetura colonial holandesa

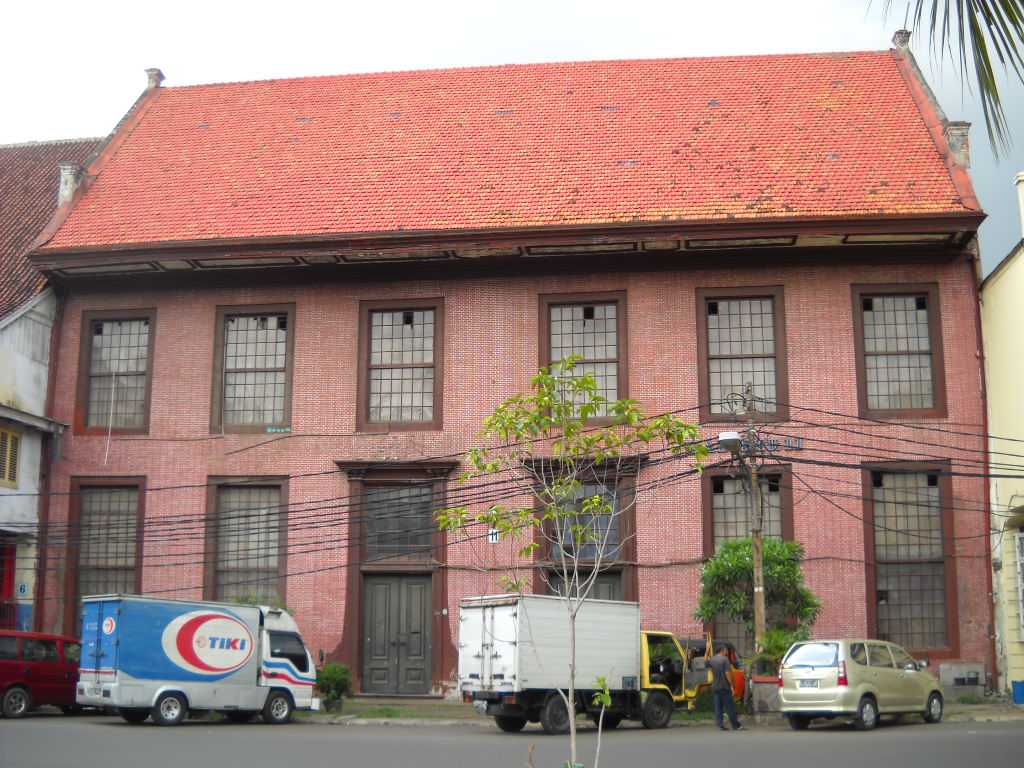
Toko Merah, um marco colonial holandês do século XVIII em Jacarta, exibe janelas de guilhotina altas tipicamente holandesas com venezianas divididas.

A arquitetura colonial holandesa é mais visível na Indonésia (especialmente Java e Sumatra), Estados Unidos, Sul da Ásia e África do Sul. Na Indonésia, antigas Índias Orientais Holandesas, a arquitetura colonial foi estudada academicamente e se desenvolveu em uma nova forma de arquitetura tropical que enfatiza a adaptação ao clima tropical das Índias e não a imitação completa da linguagem arquitetônica dos colonizadores holandeses.
- Indonésia
  - Arquitetura colonial holandesa da Indonésia
    - Estilo Índias Antigas
    - Estilo Império das Índias
    - Novo Estilo das Índias
- América do Norte
  - Arquitetura colonial holandesa na América do Norte
  - Arquitetura colonial holandesa
- Sul da Ásia
  - Arquitetura colonial holandesa na Índia
  - Arquitetura colonial no Sri Lanka
- África do Sul
  - Arquitetura holandesa do Cabo

## Arquitetura colonial russa

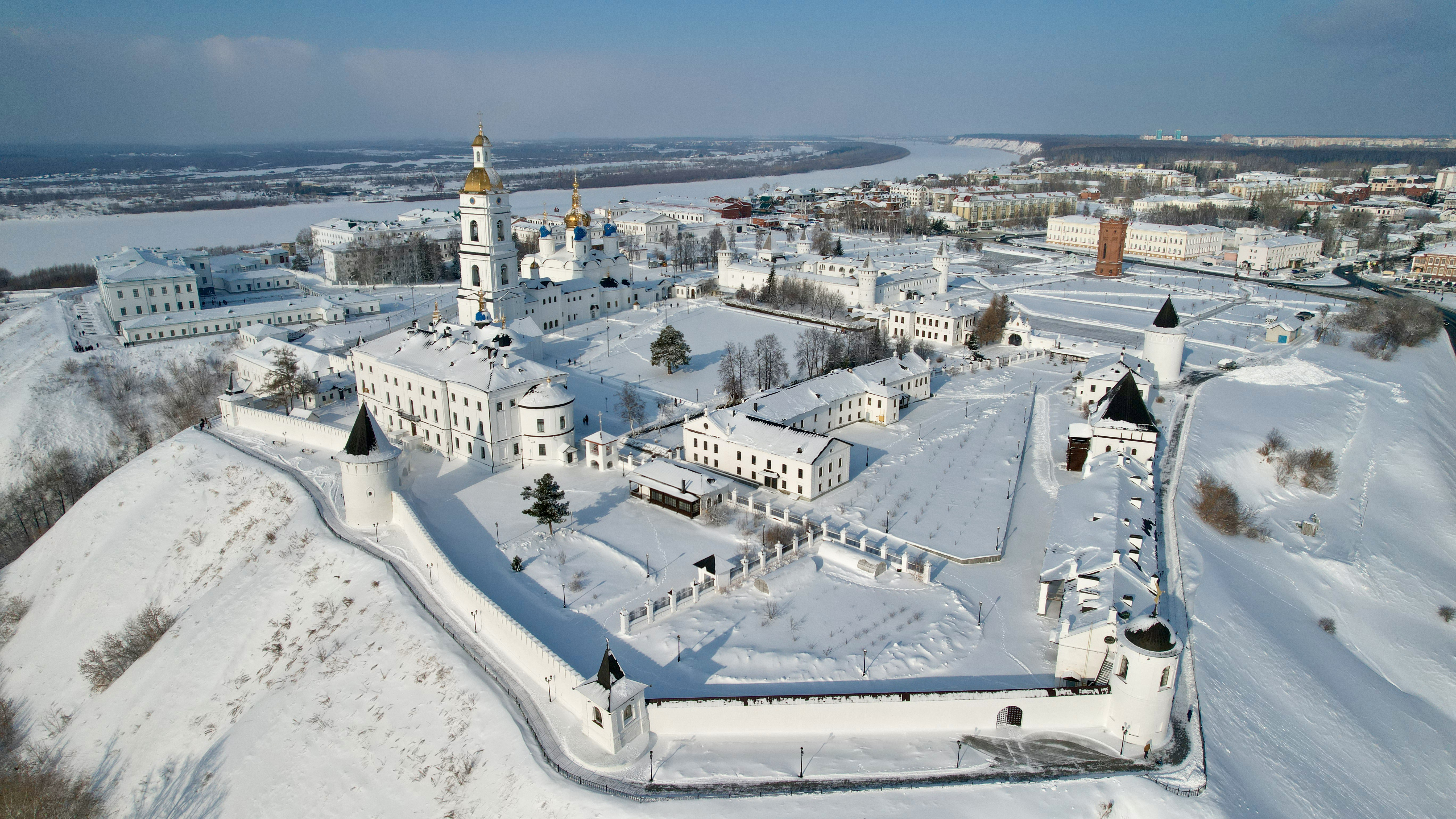
O Kremlin de Tobolsk.

A arquitetura colonial russa é representada principalmente na Sibéria, Extremo Oriente e Ásia Central. O melhor exemplo de arquitetura colonial russa na Sibéria é a arquitetura de Irkutsk, Tobolsk, Tomsk, Krasnoyarsk, Omsk e Yeniseysk. A arquitetura colonial russa na Sibéria foi construída principalmente em madeira devido à abundância dela na região e é notável por suas esculturas em madeira.
- Sibéria
  - Barroco siberiano
  - Casas de renda
- Ásia Central
  - Arquitetura soviética na Ásia Central
- Peru
  - Estilo Báltico de Kars

## Arquitetura colonial italiana

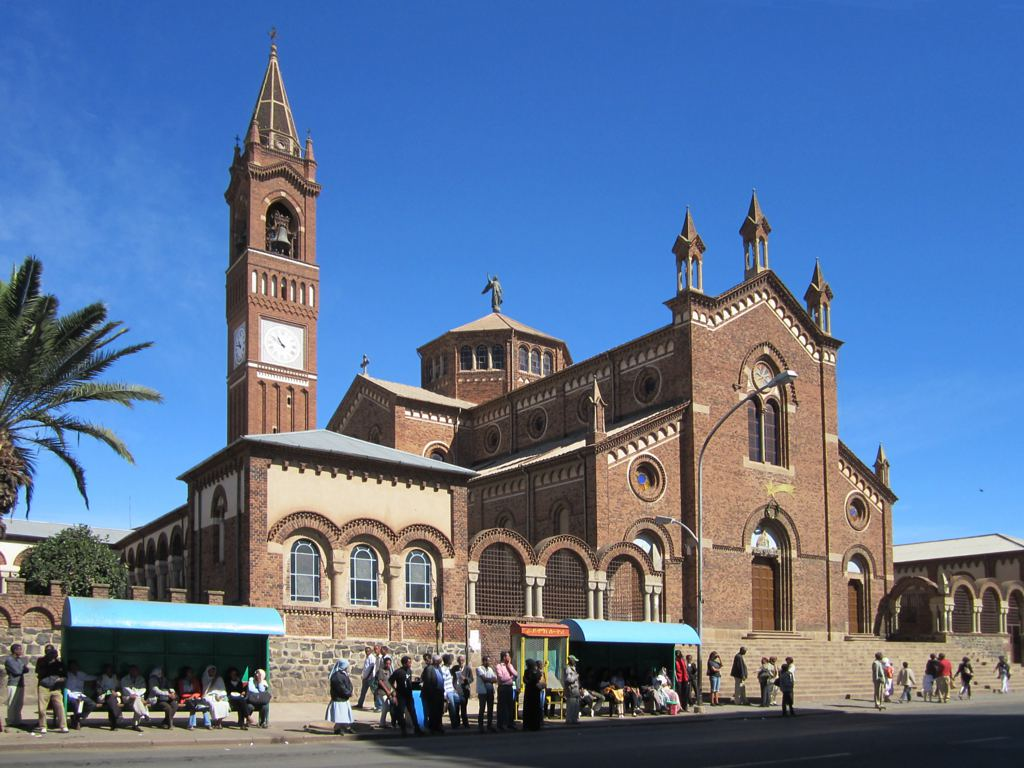
A Igreja de Nossa Senhora do Rosário em Asmara, na Eritreia, em 1923.

A Eritreia foi a primeira colônia africana da Itália. Sua primeira capital, Massawa, contém uma grande quantidade de arquitetura colonial italiana primitiva, caracterizada pelo historicismo e inspiração no gótico veneziano e na arquitetura neoclássica italiana. A arquitetura colonial e a malha viária ortogonal de Asmara, a segunda capital da colônia, foram inscritas como Patrimônio Mundial da UNESCO em 2017. Grande parte da arquitetura colonial da cidade remonta à era fascista, durante a qual Benito Mussolini encorajou arquitetos e planejadores a transformarem a cidade em uma "Pequena Roma".
A Somália também contém uma ampla gama de arquitetura colonial italiana, que remonta à sua era colonial. Em Mogadíscio, a residência da maioria dos 50.000 residentes italianos da colônia, arquitetos coloniais empreenderam grandes projetos de planejamento e ergueram monumentos como o arco triunfal ainda existente dedicado a Umberto I, a Catedral de Mogadíscio, em grande parte destruída, e vários edifícios governamentais. A Villa Somalia, construída pela Itália, continua sendo a residência presidencial da Somália. Ao contrário dos esquemas coloniais na Líbia e na Eritreia, as autoridades coloniais italianas construíram dentro de cidades existentes na Somália, não construindo novas vilas ou cidades para colonos.

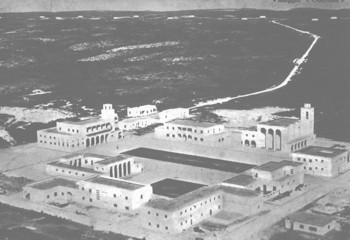
Uma vista aérea da vila italiana de Oberdan (hoje conhecida como Battah) na Líbia.

Antes da consolidação da Cirenaica italiana e da Tripolitânia italiana, os mestres coloniais da Líbia empreenderam projetos de construção significativos em estilos italianos, como a construção da Catedral de Trípoli, construída em estilo gótico veneziano. Após a fundação da Líbia italiana, a arquitetura fascista italiana tornou-se o padrão para os grandes projetos de infraestrutura e assentamentos que a Itália de Mussolini empreendeu. Em cidades como Trípoli e Benghazi, arquitetos coloniais e planejadores urbanos empreenderam projetos urbanos de grande escala, como a construção do monumental Lungomare (passeio marítimo) de Benghazi, novos distritos urbanos para colonos italianos e edifícios religiosos católicos, incluindo as catedrais de Benghazi e Trípoli. As construções do governo fascista eram geralmente caracterizadas pelo uso dos estilos racionalista e neoclássico italiano. A partir de 1938, o Departamento de Obras Públicas da colônia patrocinou a construção de 27 novas vilas destinadas à colonização italiana, principalmente na Cirenaica, que personificavam um racionalismo influenciado pelos costumes arquitetônicos árabes locais. Giovanni Pellegrini, um dos designers mais proeminentes dessas vilas agrárias, tentou sintetizar a arquitetura árabe e italiana em assentamentos mais adequados ao clima árido da Cirenaica.
A ocupação italiana do Dodecaneso gerou uma quantidade significativa de edifícios modernistas e art déco por todo o arquipélago. Arquitetos coloniais também construíram diversas novas cidades e vilas, como Portolago, hoje conhecida como Lakki. Contrastando com muitos dos vestígios construídos do colonialismo italiano na África, a arquitetura italiana no Dodecaneso frequentemente permanece em bom estado de conservação.
O breve empreendimento colonial da Itália na Albânia resultou em uma coleção proeminente de edifícios racionalistas, incluindo o Banco da Albânia, o Gabinete do Primeiro-Ministro e o Teatro Nacional.